# Greenway Monza-Alserio
La greenway Monza - Alserio è una greenway che dal parco di Monza conduce al lago di Alserio, snodandosi lungo le due rive del fiume Lambro; è un progetto che lentamente, ma gradatamente, si sta completando. I primi lavori risalgono agli anni '90 quando si è cominciato a raccordare vecchie strade dismesse, strade terziarie e sentieri ad esclusivo utilizzo agricolo. Da quel momento l'interesse verso questo tipo di viabilità è cresciuto e la Regione Lombardia con stanziamenti continui hanno permesso di completare al 90% circa del percorso programmato.

## Province e comuni attraversati
Come detto in precedenza, il percorso parte da Monza ed arriva nel comune di Alserio, quindi attraversa nell'ordine, da sud a nord, le province di: Monza e della Brianza, quella di Lecco e quella di Como.
Attraversando, sempre nell'ordine, da sud a nord, i comuni di: Monza, Villasanta, Lesmo, Biassono, Macherio, Triuggio, Sovico, Albiate, Carate Brianza, Giussano, Briosco, Inverigo, Nibionno, Costa Masnaga, Lambrugo, Monguzzo ed Alserio.

## Il percorso
Il percorso si snoda, alternatamente, su entrambe le rive del Lambro su un tracciato che con il tempo è stato riqualificato per adeguarsi alle caratteristiche classiche delle greenway: sicurezza, accessibilità a tutte le tipologie di utenti, circolazione dolce, recupero ambientale, integrazione sostenibile con l'ambiente. È una lunga sequenza di strade sterrate, passatoie ciclo-pedonabili, tratti in acciottolato di nuova costruzione o restaurato durante i lavori di ricondizionamento.
Al termine del percorso, proprio sulle rive del lago di Alserio il 3 ottobre 2004 è stato inaugurato il centro di educazione ambientale "Bambini di Beslan", comprendente un laboratorio didattico ospitato nei locali dell'edificio denominato casino del Lago, un percorso botanico-naturalistico all'interno del bosco della Buerga ed una lucia elettrica da 28 posti denominata Amicizia, attraccata al Castel del Lago.
La lunghezza complessiva del percorso è di circa 40 km.

## Flora e fauna
Gran parte del percorso è immersa in ampie zone boschive che scendono dai pendii collinari della Brianza fino alle rive del fiume, sono presenti diverse specie arboree come: la robinia, l'ontano nero, il frassino maggiore, il castagno, l'olmo campestre, la farnia, il carpino bianco e l'acero
Tra i mammiferi presenti nella zona attraversata dalla greenway, si possono incontrare di sovente le volpi, varie specie di scoiattoli, i ghiri, il tasso, le donnole, i ricci e molti tipi di roditori.
Mentre non è raro avvistare diversi tipi di avifauna, dai rapaci come il gufo, la civetta, i falchi e le poiane. Uccelli acquatici come gli svassi, gli airone, diversi tipi di anatre tra cui il germano reale e piccoli uccelli come pettirossi, fringuelli e cardellini, e poi ancora il cuculo, diverse specie di picchio e raramente sono state avvistate durante le battute di birdwatching anche le upupa.
Il sottobosco ed i ruscelli che confluiscono nel Lambro ospitano una vasta varietà di rettili tra cui: rane, rospi, salamandre, orbettini, ramarri, natrici, biacchi e bisce.

## Architettura
Lungo il tragitto, oltre allo spettacolare parco di Monza con le sue ville e le cascine, si possono ammirare anche altre opere architettoniche notevoli.
A Lesmo nella zona Gernetto, sulla sponda sinistra del Lambro, è ubicata la ex villa Mellerio, conosciuta in passato anche come villa Somaglia, ora nota al pubblico come villa Gernetto, di proprietà di Silvio Berlusconi, costruzione realizzata da Simone Cantoni per il conte Giacomo Mellerio (1711-1782) tra il 1772 ed il 1783.
A Canonica Lambro, sempre sulla sponda sinistra, si può ammirare la villa Taverna, degli omonimi conti, risalente al XVI secolo e luogo nel quale trovò rifugio Giampaolo Osio conosciuto come l'Egidio dei Promessi Sposi di Manzoni.
Risalendo il fiume e sempre sulla sponda sinistra, in località Agliate troviamo la basilica dei Santi Pietro e Paolo, si tratta di una costruzione risalente agli inizi dell'XI secolo.
A Costa Masnaga c'è la panoramica torre Camisasca, eretta all'incirca nel X secolo dalle famiglie di origine longobarda per proteggersi dalle scorribande dei Barbari che in quei periodi imperversavano in quelle zone.
C'è da considerare che, pur non essendo visibili dal percorso, esistono decine di costruzioni di notevole livello architettonico che possono essere ammirate compiendo delle piccole deviazioni.

## Progetti futuri
Il più imminente progetto è quello di collegare questa greenway, verso sud con la rete ciclopedonale di Milano e verso nord di estendere il percorso fino ad arrivare al Ghisallo dove ha sede il museo del Ciclismo e il santuario della Madonna del Ghisallo.
Un altro e non meno importante progetto è quello di raccordare tutte le greenway e le piste ciclabili europee per creare una rete dedicata alla circolazione dolce e sostenibile.